# Rittergut Grocholin

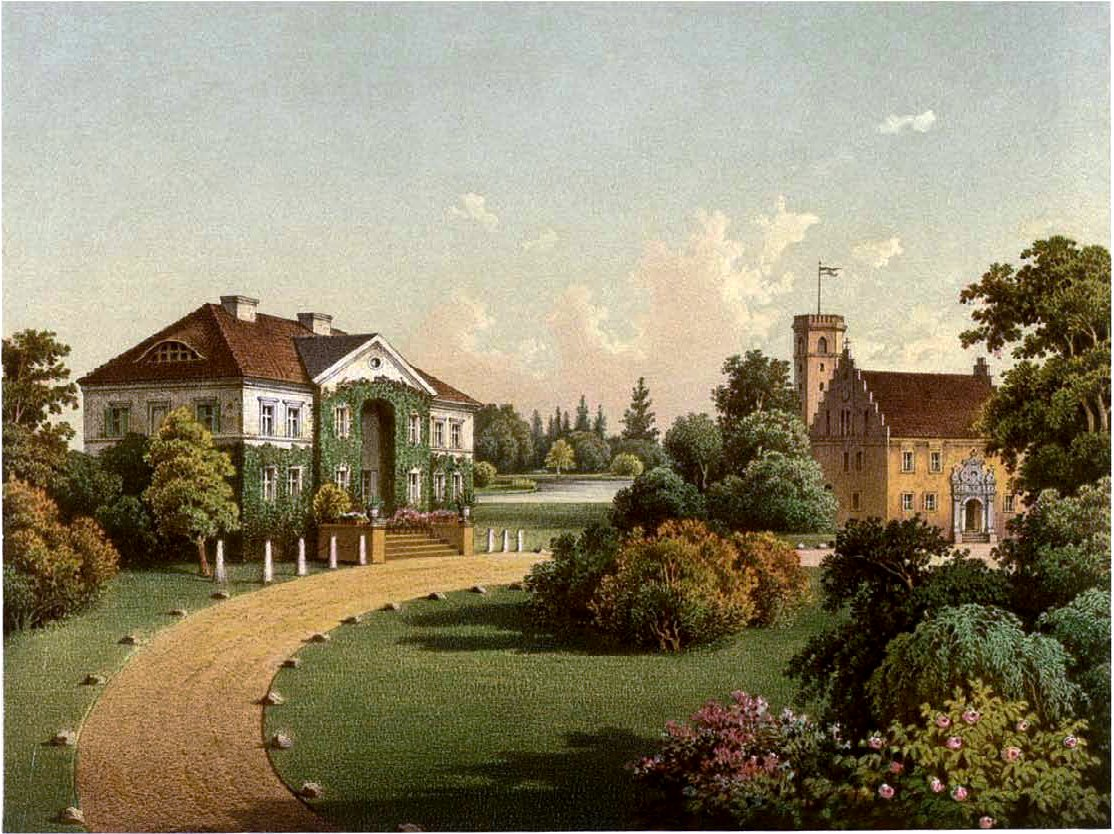
Rittergut Grocholin um 1860, Sammlung Alexander Duncker

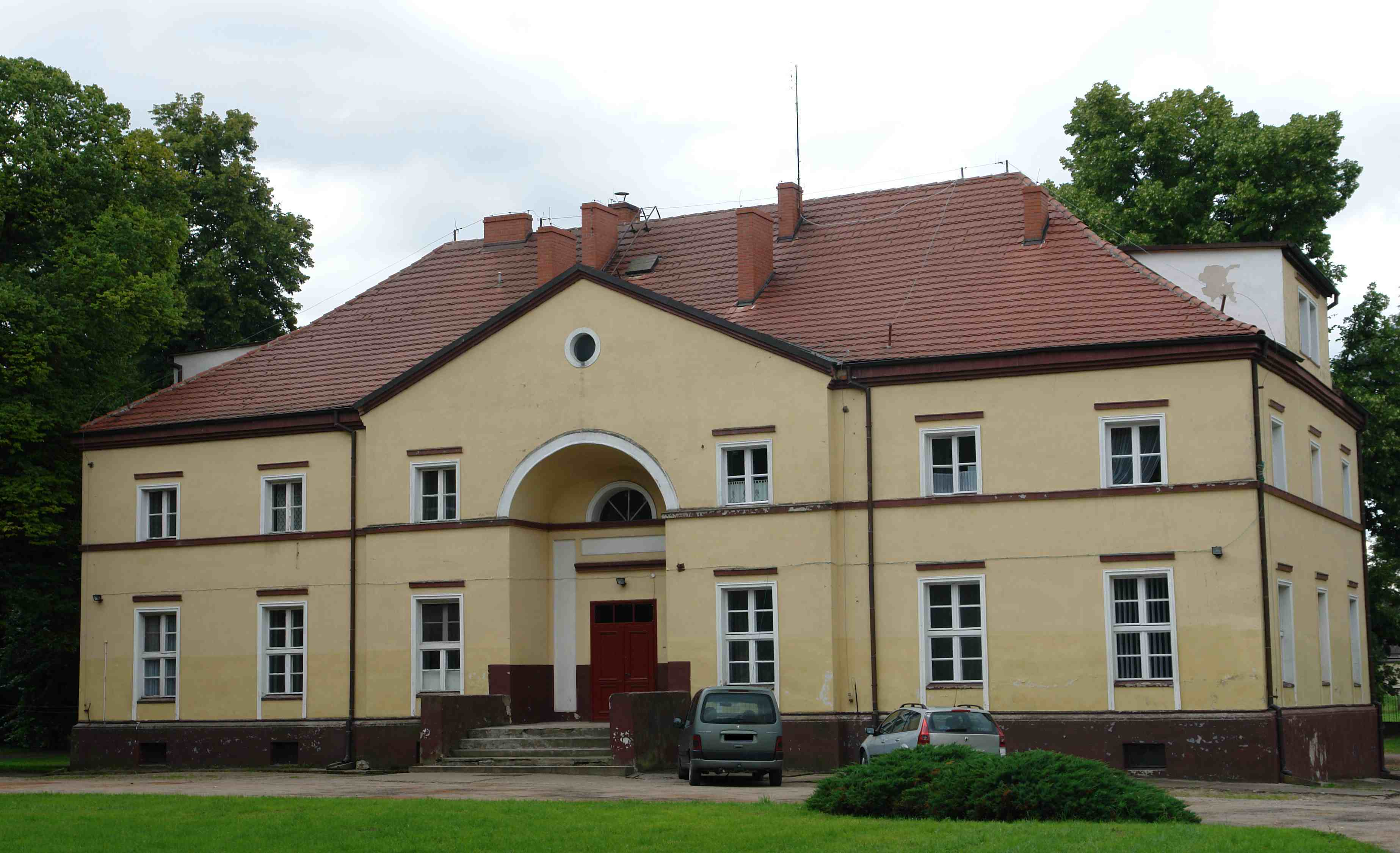
Palais

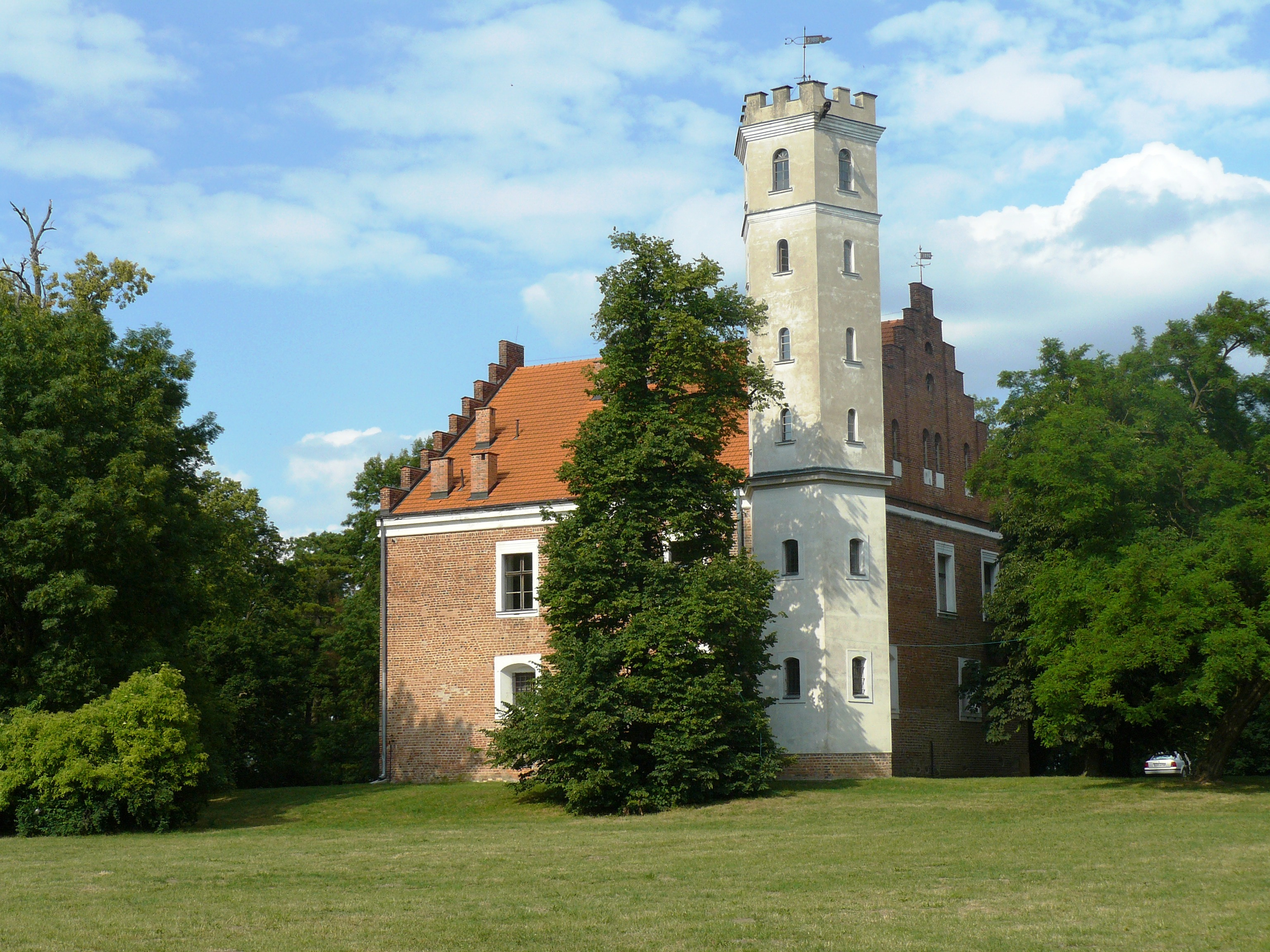
Herrenhaus

Das Rittergut Grocholin befindet sich in Grocholin in der Gmina Kcynia, Woiwodschaft Kujawien-Pommern, und besteht aus einem Herrenhaus und einem neueren Palais. 

## Geschichte
Seit 1517 ist eine Kapelle im Ort belegt. Im 16. Jahrhundert ging das Dorf in den Besitz der Erzbischöfe von Gnesen über. Zu Beginn des 17. Jahrhunderts wurde das Dorf an die Baranowski verpachtet und ging später in deren Besitz über. Ab 1829, als die Region zur Provinz Posen des deutschen Staats Preußen gehörte, war Graf Skorzeski Besitzer, der das Gut 1836 an die von Treskow abgab. Letztere ließen um die Jahrhundertmitte das alte Herrenhaus aus der Renaissance restaurieren. Daneben ließen sie ein spätklassizistisches, zweigeschossiges Palais erbauen, in das sich das gesellschaftliche Leben des alten Gutshofs verlagerte. Nach anderen Quellen geht das Palais schon auf die Skorzeski zurück. In den Jahren des Zweiten Weltkriegs wurde auf dem Gut eine Jugendherberge eingerichtet.
Das Herrenhaus und das neue Palais wurden geplündert und verwüstet. Nach 1945 ging das Gut in den Besitz des polnischen Staats über, der es 1949 an einen Staatlichen Landwirtschaftsbetrieb (PGR) übergab. Die PGR restaurierte 1970 das Palais und in den 1980er Jahren das Herrenhaus und den Park. Heute ist das Ensemble in Privatbesitz.

## Baubeschreibung
Das Palais ist ein zweistöckiges Gebäude auf rechteckigem Grundriss mit zwei Risaliten an der Vorder- und der Gartenfront und ist mit einem Walmdach bedeckt. Ein Dreiecksgiebel über dem Vorderrisalit deckt eine durch zwei Geschosse reichende rundbogige Vorhalle mit Freitreppe. Ein Bandgesims umgibt das Gebäude im ersten Stock. Das alte Herrenhaus liegt auf der Westseite der ehemaligen Auffahrt, das neue auf der Südseite. Im Norden erstreckt sich ein Landschaftspark mit drei verbundenen Teichen. Hinter dem neuen Palais sind Wirtschaftsgebäude des Guts erhalten.